# IJCAD
IJCAD（アイジェイキャド）は、インテリジャパン株式会社（本社：名古屋）が開発するAutoCADと互換性のある2次元汎用CADソフトウェアである。AutoCADのデータフォーマット（dwg/dxf）の読み書きに加え、フリーソフトのJw_cadのデータの読み書き、またPDF化されたCADデータを元のCADデータへ変換する機能などを備えている。

## 概要
- 2006年7月に「IJCAD 6」がリリースされる。
- 2009年7月に「IJCAD 7」が発売された。
- 2010年1月に「IJCAD X」が発売された。
- 2011年1月に「IJCAD 8」が発売された。
- 2012年12月に「IJCAD 2013」が発売された。
- 2013年7月に「IJCAD Mobile iOS」が公開された。
- 2014年2月に「IJCAD 2014」が発売された。
- 2014年11月に「IJCAD Mechanical」が発売された。
- 2015年2月に「IJCAD 2015」が発売された。
- 2016年11月に「IJCAD Electrical」が発売された。
- 2016年2月に「IJCAD 2016」が発売された。
- 2017年2月に「IJCAD 2017」が発売された。
- 2018年2月に「IJCAD 2018」が発売された。
- 2019年2月に「IJCAD 2019」が発売された。
- 2020年2月に「IJCAD 2020」が発売された。
- 2021年2月に「IJCAD 2021」が発売された。
- 2022年2月に「IJCAD 2022」が発売された。
- 2023年2月に「IJCAD 2023」が発売された。
- 2024年2月に「IJCAD 2024」が発売された。　※新規での永久ライセンスは販売終了
- 2025年2月に「IJCAD 2025」が発売された。　※サブスクライセンスでの販売
- 各業種に合わせたソリューション製品が用意されている。

## IJCAD 商品構成
- IJCAD LT
  - 2次元 作図・設計用CAD、
- IJCAD STD
  - 2次元 作図・設計用CAD、API搭載、PDF変換機能、JWW読込機能など
- IJCAD PRO
  - IJCAD STDに加え、3DのACISエンジンを搭載。ダイナミックブロック対応など
- IJCAD Mobile
  - iOSに対応したモバイル対応版。DWG/DXFフォーマットのデータをビューイングできるだけでなく、朱入れや寸法計測などの機能もある。

### IJCAD ソリューション製品
- IJCAD Mechanical / Mechanical+
  - 2次元 機械設計用作図・設計用CAD　(Mechanical+は応力計算と梁荷重計算機能が追加)
- IJCAD Electrical LT / PRO
  - 電気制御設計用CAD
- IJCAD Arch / Arch+
  - 建築用CAD　(Arch+は建築設備用CAD)
- IJCAD Civil
  - 土木系 CALS対応、SXFフォーマット

## ライセンス方式
サブスクリプションライセンス。ライセンス方式は、下記の4種類が用意されている。
- シングル
  - アカウント認証方式。個人単位での利用を想定。
- マルチ
  - アカウント認証方式。チームでの利用を想定。
- USB
  - USBキーによるプロテクト方式。使用するマシンにUSBキーを挿入する。
- ネットワーク
  - LAN上の任意のクライアントでの利用を可能にする。同時利用最大数はサーバが管理する。